# A La Sala
A La Sala («В комнату») — четвёртый студийный альбом американского трио Khruangbin из Хьюстона (штат Техас), выпущенный 5 апреля 2024 года на лейблах Dead Oceans и Night Time Stories.
Альбом получил положительные отзывы от музыкальных критиков.

## Предыстория
Говоря о названии альбома, Лаура Ли сказала: «„A La Sala“, я кричала это по дому, когда была маленькой девочкой, чтобы собрать всех в гостиной; чтобы собрать мою семью вместе. Примерно так же я чувствовала себя при записи нового альбома. Эмоционально мы все трое хотели вернуться к исходной точке, к тому, откуда мы пришли — к звуку и чувствам».
Альбом стал первым для группы, в котором не было дополнительных коллабораторов.

## Отзывы
| Совокупная оценка | Совокупная оценка |
| Источник          | Оценка            |
| ----------------- | ----------------- |
| AnyDecentMusic?   | 7.4/10            |
| Metacritic        | 76/100            |
| Оценки критиков   |                   |
| Источник          | Оценка            |
| AllMusic          | [ 7 ]             |
| The Arts Desk     | [ 8 ]             |
| Exclaim!          | 8/10              |
| Financial Times   | [ 10 ]            |
| musicOMH          | [ 11 ]            |
| NME               | [ 12 ]            |
| The Observer      | [ 13 ]            |
| Pitchfork         | 7.1/10            |
| The Skinny        | [ 15 ]            |
| Slant Magazine    | [ 16 ]            |
| Spin              | A                 |

Альбом получил положительные отзывы от музыкальных критиков. На сайте Metacritic, который присваивает нормализованную оценку из 100 баллов отзывам критиков, альбом получил средний балл 76, основанный на 17 отзывах, что означает «в целом благоприятные отзывы».
Аммар Калиа из The Observer написал, что на альбоме «каждый участник демонстрирует тонкое мастерство владения своим инструментом». В статье для Exclaim! Оливер Крук написал, что альбом «бесконечно полезен». Пол Симпсон из AllMusic описал альбом как «наиболее разгруженную работу Khruangbin с момента их дебюта». О продюсировании альбома Томас Смит из NME написал: «Каждая песня уместно приправлена дабовыми битами, полевыми записями, цепляющими гитарными риффами и бас-линиями, достаточно отчётливыми, чтобы привлечь ваше внимание, но никогда не доминирующими в пространстве». Джем Асвад из Variety пишет, что альбом «убирает вокал и делает грувы и звук ещё более низкими». Ник Сейп из Slant Magazine описывает альбом как «в значительной степени повторение идиосинкратического бренда дабовой психоделии Khruangbin». Рецензия Джейми Уайлда для The Skinny заключает: «Солнечная по форме музыка, A LA SALA — ещё одно звёздное дополнение к блаженному репертуару Khruangbin». Эван Хага из Spin пишет: «Исполнение настолько хорошо, что иногда хочется разделить его на стебли». В своей рецензии для The Arts Desk Джо Маггс пишет, что альбом «укоренён во времени и пространстве, в физическом облике музыкантов, воспроизводящих звуки, и в линиях связей и влияния, которые привели их в этот точный момент». В рецензии Financial Times Арва Хайдер пишет, что «Khruangbin без труда входят в свои среднетемповые грувы, хотя, кажется, они также не хотят из них выходить».

### Итоговые годовые списки
| Публикация/критик | Список                              | Ранг | Ссылка |
| ----------------- | ----------------------------------- | ---- | ------ |
| MOJO              | 75 Best Albums of 2024              | 66   | [ 19 ] |
| Variety           | Thania Garcia’s Best Albums of 2024 | 10   | [ 20 ] |

## Список композиций
Слова и музыка всех песен — Laura Lee, Mark Speer, DJ Johnson..
| №                   | Название                 | Длительность |
| ------------------- | ------------------------ | ------------ |
| 1.                  | «Fifteen Fifty-Three»    | 4:07         |
| 2.                  | «May Ninth»              | 3:12         |
| 3.                  | «Ada Jean»               | 3:19         |
| 4.                  | «Farolim de Felgueiras»  | 2:00         |
| 5.                  | «Pon Pón»                | 2:58         |
| 6.                  | «Todavía Viva»           | 4:23         |
| 7.                  | «Juegos y Nubes»         | 2:04         |
| 8.                  | «Hold Me Up (Thank You)» | 3:49         |
| 9.                  | «Caja de la Sala»        | 1:49         |
| 10.                 | «Three from Two»         | 3:34         |
| 11.                 | «A Love International»   | 4:15         |
| 12.                 | «Les Petits Gris»        | 4:01         |
| Общая длительность: | Общая длительность:      | 39:31        |

## Позиции в чартах
| Чарт (2024)                                  | Высшая позиция |
| -------------------------------------------- | -------------- |
| Австралия (ARIA)                             | 14             |
| Австрия (Ö3 Austria)                         | 28             |
| Бельгия/Фландрия (Ultratop)                  | 3              |
| Бельгия/Валлония (Ultratop)                  | 25             |
| Дания (Hitlisten)                            | 29             |
| Нидерланды (Album Top 100)                   | 6              |
| Франция (SNEP)                               | 87             |
| Германия (Offizielle Top 100)                | 2              |
| Ирландия (IRMA)                              | 80             |
| Япония (Billboard Japan)                     | 50             |
| Новая Зеландия (RMNZ)                        | 14             |
| Португалия (AFP)                             | 16             |
| Шотландия (Scottish Albums Chart)            | 7              |
| Испания (PROMUSICAE)                         | 79             |
| Швеция (Sverigetopplistan)                   | 44             |
| Швейцария (Schweizer Hitparade)              | 7              |
| Великобритания (UK Albums Chart)             | 18             |
| Великобритания (UK Independent Albums Chart) | 4              |
| США Billboard 200                            | 38             |